# Richtrův pivovar Bubny
Richtrův pivovar Bubny (U Kejřů) v Praze-Holešovicích je zaniklý pivovar, který stál na severním předmostí Hlávkova mostu mezi mostem, budovou bývalé Úrazové pojišťovny dělnické a kostelem svatého Antonína Paduánského.

## Historie
Pivovar byl založen před rokem 1745 jako součást hospodářské usedlosti obce Bubny, zmiňované ve druhé polovině 12. století. Jeho dominantu původně tvořila pozdně renesanční vstupní brána z počátku 17. století; v té době statek vlastnil Albrecht z Valdštejna (1583–1634). V polovině 17. století po vpádu švédských vojsk byl zpustošen, po skončení bojů opraven a barokně přestavěn. Nový majitel Maxmilián Valentin z Martinic (1621–1677) dal upravit přilehlou zahradu, ve které postavil letohrádek (zbořen 1890). Majitelem velkostatku se v polovině 19. století stala rodina Richterů. Ta pivovar pronajímala a v letech 1874–1875 k němu dala přistavět tančírnu. V sále se hrálo divadlo, v zahradě stál kuželník a konaly se zde zábavy. V polovině 20. století se mu podle jeho nejúspěšnějšího nájemce říkalo „U Kejřů“.
Pivovar ukončil provoz v roce 1926 a o dva roky později objekt převzal stát. Za 2. světové války sloužil jako skladiště, garáže a dílny. Zbořen byl v roce 1957 při úpravách předmostí Hlávkova mostu.

## Popis
Nejvyšší roční výstav byl 4500 hl piva.